# Better Than Love
«Better Than Love» es el primer sencillo del dúo Hurts para su álbum Happiness. El sencillo logró éxito regular, entrando al puesto número 50 en Reino Unido. El vídeo fue estrenado el 28 de abril de 2010, el vídeo trata de Theo Hutchcraft y Adam Anderson en una sala con mujeres vestidas muy igualitas a ellos. Y estará como Lado A de su sencillo Illuminated

## Listado de canciones

### Sencillo en CD
- "Better Than Love" (Radio Edit) – 3:32
- "Mother Nature" – 2:50

### 7 "de vinilo
- "Better Than Love" (Radio Edit) – 3:32
- "Mother Nature" – 2:50

### iTunes Single
- "Better Than Love" (Radio Edit) – 3:32
- "Better Than Love" (Jamaica Remix) – 4:19

### iTunes EP
- "Better Than Love" (Radio Edit) – 3:32
- "Better Than Love" (Tiefschwarz Mix) – 8:48

### Sencillo en CD/12 "Vinyl italiano
- "Better Than Love" – 3:32
- "Better Than Love" (Italoconnection Remix) – 5:14

## Posicionamiento
| Listas (2010)              | Posición |
| -------------------------- | -------- |
| Bélgica (Ultratip Flandes) | 12       |
| República Checa            | 54       |
| Países Bajos               | 88       |
| Uk Dance                   | 6        |
| Uk Single Charts           | 80       |